# Crocodilosa maindroni
Crocodilosa maindroni là một loài nhện trong họ Lycosidae.
Loài này thuộc chi Crocodilosa. Crocodilosa maindroni được Eugène Simon miêu tả năm 1897.